# Abodim
Abodim (en rus: Абодим) és un poble de l'óblast de Saràtov, a Rússia, segons el cens del 2010 tenia 318 habitants. Pertany al districte municipal de Petrovsk.